# Modiolatus
Modiolatus is een geslacht van tweekleppigen uit de familie van de Mytilidae.

## Soorten
- Modiolatus flavidus (Dunker, 1857)
- Modiolatus hanleyi (Dunker, 1882)
- Modiolatus neglectus (Soot-Ryen, 1955)
- Modiolatus nigeriensis (Nicklès, 1955)
- Modiolatus nitidus (Reeve, 1857)
- Modiolatus oyamai (Habe, 1981)
- Modiolatus pacificus (Olsson, 1961)
- Modiolatus plicatus (Gmelin, 1791)
- Modiolatus pulvillus (Iredale, 1939)
- Modiolatus victoriae (Pritchard & Gatliff, 1903)